# Хосе Марія Герреро
Хосе Марія Герреро де Аркос-і-Моліна (пом. 1852) — тимчасовий президент Гондурасу з 27 квітня до 10 серпня 1839 року (посада називалась Supremo Director). Окрім того, з 6 квітня 1847 до 1 січня 1849 року займав пост президента Нікарагуа.